# Герб Коен
Герберт «Герб» Коен (англ. Herb Cohen, 30 грудня 1932 — 16 березня 2010) — американський персональний менеджер, продюсер та музичний видавець, відомий співпрацею з Френком Заппою, Томом Вейтсом, Ліндою Рондстадт і з іншими виконавцями 1960-х-1970-х рр..

## Біографія
Народився в Нью-Йорку. У сімнадцять років він пішов матросом в торговий флот на військову службу та демобілізувався 1952 року. У середині 50-х перебрався в Лос-Анджелес та почав організовувати концерти таких фолк-співаків як Піт Сіґер та Одетта Холмс. Наприкінці 1950-х і початку 1960-х містив кав'ярні та фолк-клуби «The Unicorn» і «Cosmo Alley».
Тоді ж він почав кар'єру менеджера для багатьох відомих людей. Його підопічними були Скрімін Джей Хокінс, Тім Баклі, Еліс Купер, Ленні Брюс та Лінда Ронстадт. Наприкінці 60-х він був менеджером дівочого гурту Fanny, які з його допомогою підписали контракт з Warner Bros. Records після виступу в нічному клубі The Troubadour. В 1965 році стає менеджером Френка Заппи та його гурту The Mothers of Invention та організовує їх перший клубний концерт. А після заохочення продюсером Томом Вілсоном, допоміг їм укласти перший контракт з лейблом. Коен і Заппа володіли спільно такими звукозаписними лейблами як Bizarre Records, Straight Records та DiscReet Records. В 1976 році, після одинадцятирічного співробітництва Герб Коен і Заппа розлучилися на тлі судових розглядів. Френк стверджував, що Герб і його брат отримували надмірний прибуток від його заробітку, на що Коен пред'явив Заппі зустрічний позов, стверджуючи що той забрав свою готову копію рок-альбому Zoot Allures у компанії Warner Bros., обходячи, таким чином, позов голови DiscReet Records.
До 1982 року вів справи Тома Вейтса. Після цього його основним підопічним був джазовий музикант Джордж Дюк (відомий участю в гурті Френка Заппи The Mothers). В 1988 році Коен відновив лейбли Bizarre і Straight, перейменувавши їх в Bizarre/Straight Records, який поширювався Enigma Records, а пізніше Rhino Records. Bizarre/Straight випустили платівки, як Вейтса, так і Тіма Баклі. Деякі з релізів Bizarre/Straight були згодом випущені Manifesto Records, лейблом, сформованим в 1995 році, який перейшов до його племінника Евана Коена.
В 1989–1990 рр.. займався справами російського гурту Автограф (Live Aid for Africa) і керував записом їх дебютного американського альбому Tear Down the Borders, який був спродюсований Бобом Даффі та випущений в 1990 році на лейблі Bizarre/Straight.
В 2009 року Коен подав позов про наклеп проти британського журналіста Барні Хоскінса і його видавництва Random House Inc., у зв'язку із заявами в книзі «Дорожня, Життя Тома Вейтса».

## Смерть
Коен помер 2010 року у Напі, штат Каліфорнія у віці 77 років, від ускладнень, викликаних раком.